# Князев, Андрей Владимирович
Андрей Владимирович Князев (род. 1959) — советский и американский математик, кандидат физико-математических наук.
Автор ряда научных работ и патентов.

## Биография
Родился 9 июня 1959 года в Москве.
Окончил в 1981 году факультет вычислительной математики и кибернетики Московского государственного университета, в числе его учителей был Евгений Георгиевич Дьяконов. Затем обучался в аспирантуре и в 1985 году защитил кандидатскую диссертацию на тему «Вычисление собственных значений и векторов : Алгоритмы и оценки погрешности» (руководитель — Вячеслав Иванович Лебедев).
В 1981—1983 годах работал в Институте атомной энергии им. И. В. Курчатова. Затем до 1992 года работал в Отделе вычислительной математики Академии наук СССР (в 1991 году был преобразован в Институт вычислительной математики РАН). В 1993—1994 годах Андрей Князев работал в Институте математических наук Куранта при Нью-Йоркском университете, где сотрудничал с Улофом Видлундом. С 1994 года и до выхода на пенсию в 2014 году являлся профессором математики в Университете Колорадо в Денвере при поддержке Национального научного фонда на гранты Министерства энергетики США.
В этот период своей деятельности А. В. Князев стал в 2000 году лауреатом премии Teaching Excellence Award и в 2008 году — премии Excellence in Research Award. Он был удостоен звания почетного профессора Университета Колорадо в Денвере. Стал членом Общества промышленной и прикладной математики в 2016 году и членом Американского математического общества в 2019 году.
С 2012 по 2018 год Князев работал в Mitsubishi Electric Research Laboratories, с 2018 года он участвовал в работах компании Zapata Computing Архивная копия от 26 ноября 2021 на Wayback Machine.
А. В. Князев известен своим сотрудничеством с американским математиком Джоном Осборном по теории метода Ритца и с советским математиком Николаем Бахваловым в сфере эллиптических уравнений. Он внёс свой вклад в теорию Angles between flats.